# Circonscription d'Encamp
La circonscription d'Encamp est l'une des sept circonscriptions parroquiales de l'Andorre. Deux conseillers généraux sont élus tous les quatre ans pour les élections générales.

## Listes des deux conseillers généraux de  la circonscription d'Encamp depuis 1997
| Législature | Identité                 | Parti                              | observations                                     |
| ----------- | ------------------------ | ---------------------------------- | ------------------------------------------------ |
| 1997-2001   | M. Josep Dallerès Codina | « Agrupament nacional democràtic » | Ancien ministre et ancien président du parlement |
| 2001-2005   | M. Josep Dallerès Codina | social-démocrate                   | Ancien ministre et ancien président du parlement |
| 2005-2009   | M. Josep Dallerès Codina | social-démocrate                   | Ancien ministre et ancien président du parlement |

| Législature | Identité                 | Parti                            | observations                                        |
| ----------- | ------------------------ | -------------------------------- | --------------------------------------------------- |
| 1997-2001   | M. Miquel Alis Font      | "Agrupament nacional democràtic" |                                                     |
| 2001-2003   | M. Miquel Alis Font      | social-démocrate                 | mandat écourté à la suite des élections municipales |
| 2003-2005   | M. Olga Areny Sánchez    | social-démocrate                 | remplaçante Miquel Alis Font                        |
| 2005-2009   | M. Maria Pilar Riba Font | social-démocrate                 |                                                     |